# کاهوی قورباغه (سرده)
کاهوی قورباغه، بارهنگ آبی پربرگ (نام علمی: Groenlandia) نام یک سرده از تیره گوشابیان است.